# Bruno Metsu
Bruno Metsu (ur. 28 stycznia 1954 w Coudekerque-Village, zm. 14 października 2013 tamże lub w Dunkierce) – francuski piłkarz, trener piłkarski.

## Kariera piłkarska
W czasie kariery sportowej bronił barw: USL Dunkerque, RSC Anderlecht, Lille OSC, Valenciennes FC, OGC Nice i AS Beauvais.

## Kariera szkoleniowa
Pracę szkoleniową zaczynał w AS Beauvais. Później trenował ASOA Valence, Lille OSC, Valenciennes FC oraz CS Sedan. Od października 2000 do lipca 2002 był selekcjonerem reprezentacji Senegalu, z którą najpierw zdobył wicemistrzostwo Afryki (Senegal w finale przegrał po rzutach karnych z Kamerunem), a następnie dotarł do ćwierćfinału mistrzostw świata. Senegal tym samym jest obok Kamerunu jedyną drużyną narodową z Czarnego Kontynentu, którą doszła aż do 1/4 finału światowego czempionatu. Podczas pracy z tą reprezentacją przeszedł na islam.
Po turnieju przekazał stery reprezentacji swojemu asystentowi Guyowi Stéphanowi, a sam przeszedł do tureckiego Gaziantepsporu, z którego jednak już po kilku tygodniach został zwolniony.
Od 2003 roku pracował w Zjednoczonych Emiratach Arabskich, w Al Ain Dakar. Z tym klubem zdobył najcenniejsze trofeum na kontynencie – Puchar Klubowych Mistrzów Azji. Od 2005 do 2006 roku był trenerem Al-Ittihad Club. W lipcu 2006 roku został selekcjonerem reprezentacji Zjednoczonych Emiratów Arabskich, a w 2008 roku – reprezentacji Kataru.

## Choroba i śmierć
W 2012 Metsu zachorował na raka żołądka. Zrezygnował wówczas z prowadzenia pierwszoligowego klubu Al-Wasl Dubaj, by móc poddać się leczeniu. Szkoleniowiec zmarł w klinice w Coudekerque lub swoim domu w Dunkierce.